# Алеутка
Алеутка (айнск. Ванинау; яп. Кобуне, от ко «маленький» и фунэ «корабль» — «бухта для небольших судов»; также яп. Хигаси-ура — «восточный залив/бухта» и, в ином прочтении иероглифов, — Тован, — откуда произошли наиболее употребляемые японские названия — бухта/порт Тавано) — бухта на острове Уруп. Имеет стратегически важное значение как единственная бухта острова, пригодная для швартовки морских судов. Бухта расположена на юго-восточном (тихоокеанском) побережье острова. Ширина входа в бухту Алеутка составляет около 400 метров. Большая часть береговой линии Урупа отличается скалистостью и слабой изрезанностью, в силу чего создание поселений на берегах Урупа, равно как и приближение к нему на судах долгое время были затруднены.

## История
После обнаружения бухты, на её берегу было основано русско-алеутское поселение, существовавшее с перерывами в 1765—1804 годах.
В июне 1780 года цунами выкинуло далеко на берег в долину реки Алеутка судно «Наталия».
Более позднее российское поселение в бухте могло носить название «Куриллороссия» (единичное упоминание на одной из российских карт).
В основном вся жизнедеятельность поселенцев была замкнута на интересы Российско-американской Компании (РАК) — монополиста в освоении дальневосточных земель и Аляски.
После окончания Второй мировой войны в бухте до 1970-х годов находилась пограничная застава.
В 1981—1985 годах, а затем в 2007 году на берегу бухты производились археологические раскопки, детально изучившие местоположение поселения Курилороссия. В 80-е годы раскопки проводились школьниками, студентами и энтузиастами под руководством зам. директора Сахалинского краеведческого музея В. О. Шубина. В этих экспедициях был собран обширный материал. По данным материалам в Сахалинском краеведческом музее долгое время выставлялась экспозиция.